# Margit Rösler
Margit Rösler (Zwiesel, 1962) é uma matemática alemã, conhecida por suas pesquisas sobre análise harmônica, funções especiais e operadores de Dunkl. É professora de matemática da Universidade de Paderborn.
Rösler obteve o diploma em matemática na Universidade Técnica de Munique (TU München) em 1988, onde também obteve um doutorado em 1992, com a tese Durch orthogonale trigonometrische Systeme auf dem Einheitskreis induzierte Faltungsstrukturen auf {\displaystyle \mathbb {Z} }, orientada juntamente por Rupert Lasser e Elmar Thoma.
Continuou na TU München como pesquisadora de pós-doutorado e professora assistente, obtendo a habilitação em 1999, com a tese Contributions to the theory of Dunkl operators. Foi lecturer na Universidade de Göttingen de 2000 a 2004. Após cargos de curto prazo na Universidade de Amsterdã e Universidade Técnica de Darmstadt, e um cargo de professora na Universidade Técnica de Clausthal, obteve em 2012 seu cargo atual na Universidade de Paderborn.